# Національний парк Кісама
Національний парк Кісама (порт. Parque Nacional da Quissama) — національний парк Анголи. Парк розташований на узбережжі, північно-західну межу його утворює естуарій річки Кванза. По території парку також протікає річка Лонга (Longa), крім того в парку розташовані декілька озер. Протяжність берегової лінії становить 110 км. Висота над рівнем моря досягає 150 м. Площа парку складає 9500 км², з них 28,44 км припадає на приморську частину. На території парку кількість опадів 900–1500 мм на рік з сезоном дощів, який триває три-чотири місяці, тоді як в південній частині парку кількість опадів складає тільки 150–500 мм на рік.

## Історія
Теперішній національний парк Кісама був утворений як заповідник у 1938 році. У січні 1957 року португальська адміністрація Заморської провінції Ангола проголосила його національним парком.
Парк колись був домом для великої кількості диких тварин, таких як слони та гігантський соболь, але після широкомасштабного браконьєрства протягом 25 років громадянської війни популяція тварин була практично знищена.
У 2001 році Фонд Кіссами, група ангольців і південноафриканців, ініціював операцію «Ноїв ковчег» для перевезення тварин, особливо слонів, із сусідніх Ботсвани та Південної Африки. Ці тварини, які були з перенаселених парків у рідних країнах, добре пристосувалися після переїзду. «Ноїв ковчег» був найбільшою пересадкою тварин у своєму роді в історії і надав парку імпульс для відновлення його природного стану.
З 2005 року заповідна територія та околиці вважаються одиницею збереження левів.

## Рослинність
Парк розташований в замбезійському фітогеографічному регіоні. Територія парку включає мангрові ліси в естуарії річки Кванза, заливні луги і пальмові острови на річці, болота і піщані береги річки, луги на плато і рідколісся у східній частині парку. На островах росте пальма рафія, для східної частини парку характерні адансонія і акація. Уздовж річки ростуть густі зарості Chrysobalanus, Drepanocarpus, дальбергія, Leguncularia і гібіскус. У нижній течії річки Кванза переважають зарості ситі, уздовж берега можна зустріти рогіз, плоскуху і очерет. Домінуючими видами в південній частині є акація, стеркулія, адансонія і комміфора, на іншій території — Brachestegia і Julbernadia.

## Тваринний світ
Тваринний світ парку представлений 44 видами ссавців, 66 видами плазунів і 22 видами земноводних. На території парку водяться такі ссавці, як африканський ламантин (у пониззях річки), гієновидний собака, гепард (рідкісний вид) і лев. На початку 1970-х у парку мешкала велика колонія саванного слона. Крім того, на узбережжі гніздяться морські черепахи.
186 видів птахів було зафіксовано на території парку, включаючи рідкісні види, у тому числі з обмеженим ареалом. Серед постійних мешканців парку сірополосий турач, білолоба сережчата мухоловка і златоспинний оксамитовий ткачик, в парк зрідка залітають малий фламінго, капська олуша і китовий крячок. Біля східної межі парку зафіксували Laniarius brauni. Крім того, на території парку водиться 68 видів водоплавних птахів, характерних для різних біомів у різних частинах парку, в їх числі африканський лелека-роззява, африканська якана, кольоровий бекас, довгопалий мартин, крокодилів сторож, сідлоклювий ябіру, білошийний лелека, смугаста рибна сова, широкоротий шуліка, співоча мухоловка і каштановоголовий співочий сорокопуд.
Парк був утворений в 1957 році. Східна частина парку вивчена слабо.

## Ресурси Інтернету
- Quicama National Park Kisama (Quiçãma) National Park[недоступне посилання з липня 2019] // protectedplanet.net
- Kissama Foundation
- The Didion Group, US Kissama Reps
- Angola em Fotos
- Angola em Fotos
- Parques Naturais e Zonas Protegidas de Angola
- Safari Tour Operators specialising on Kissama trips